# Telkibánya
Telkibánya is een plaats (község) en gemeente in het Hongaarse comitaat Borsod-Abaúj-Zemplén. Telkibánya telt 694 inwoners (2001).

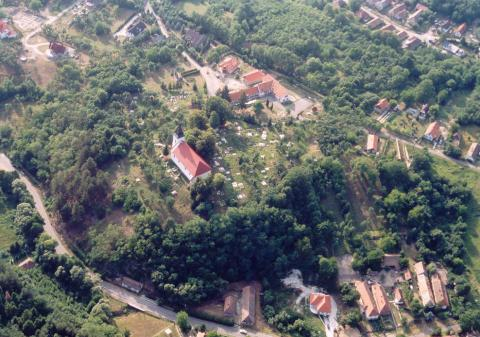
Telkibánya
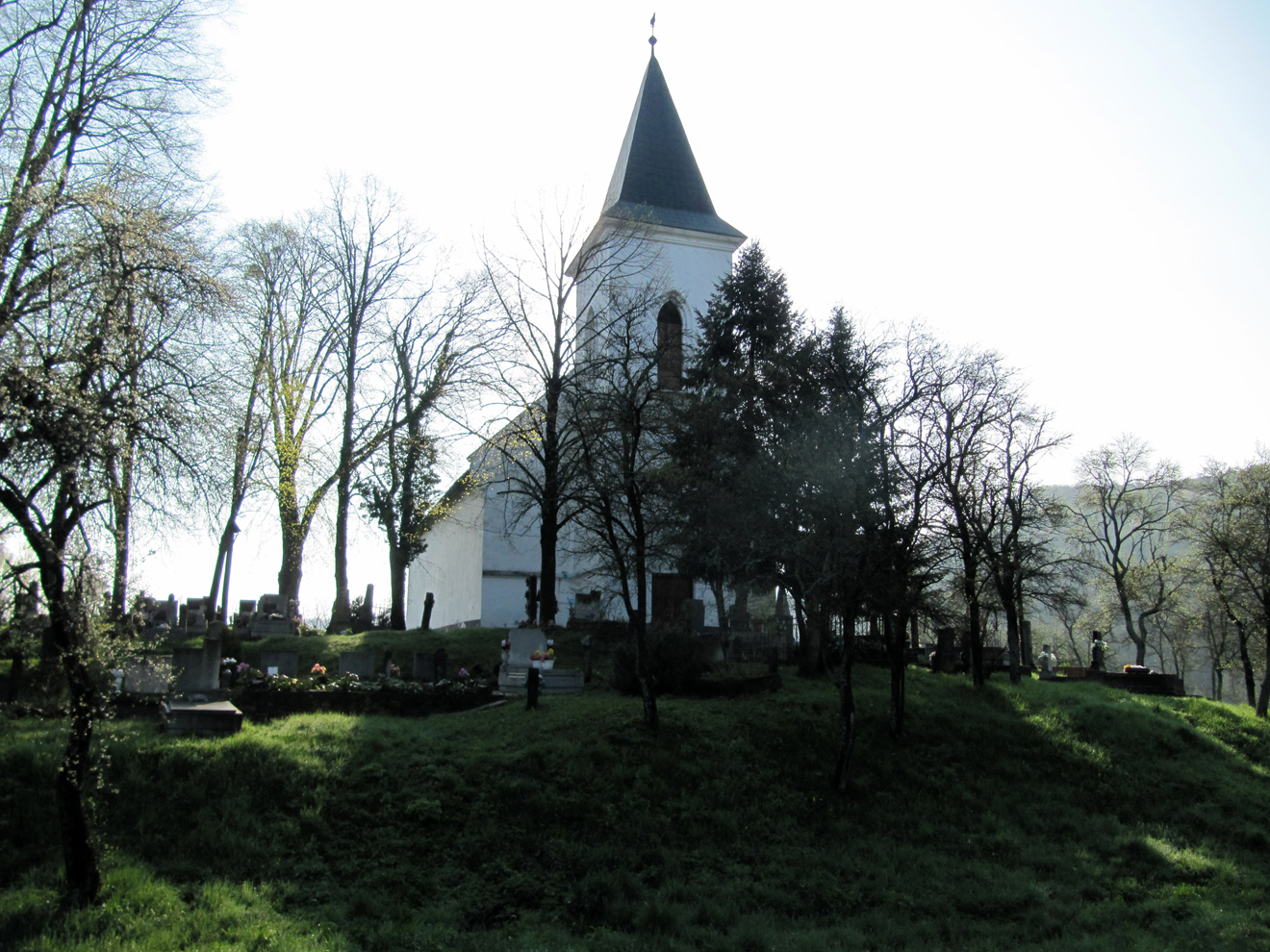
Kerk